# Reformierte Kirche Untersiggenthal

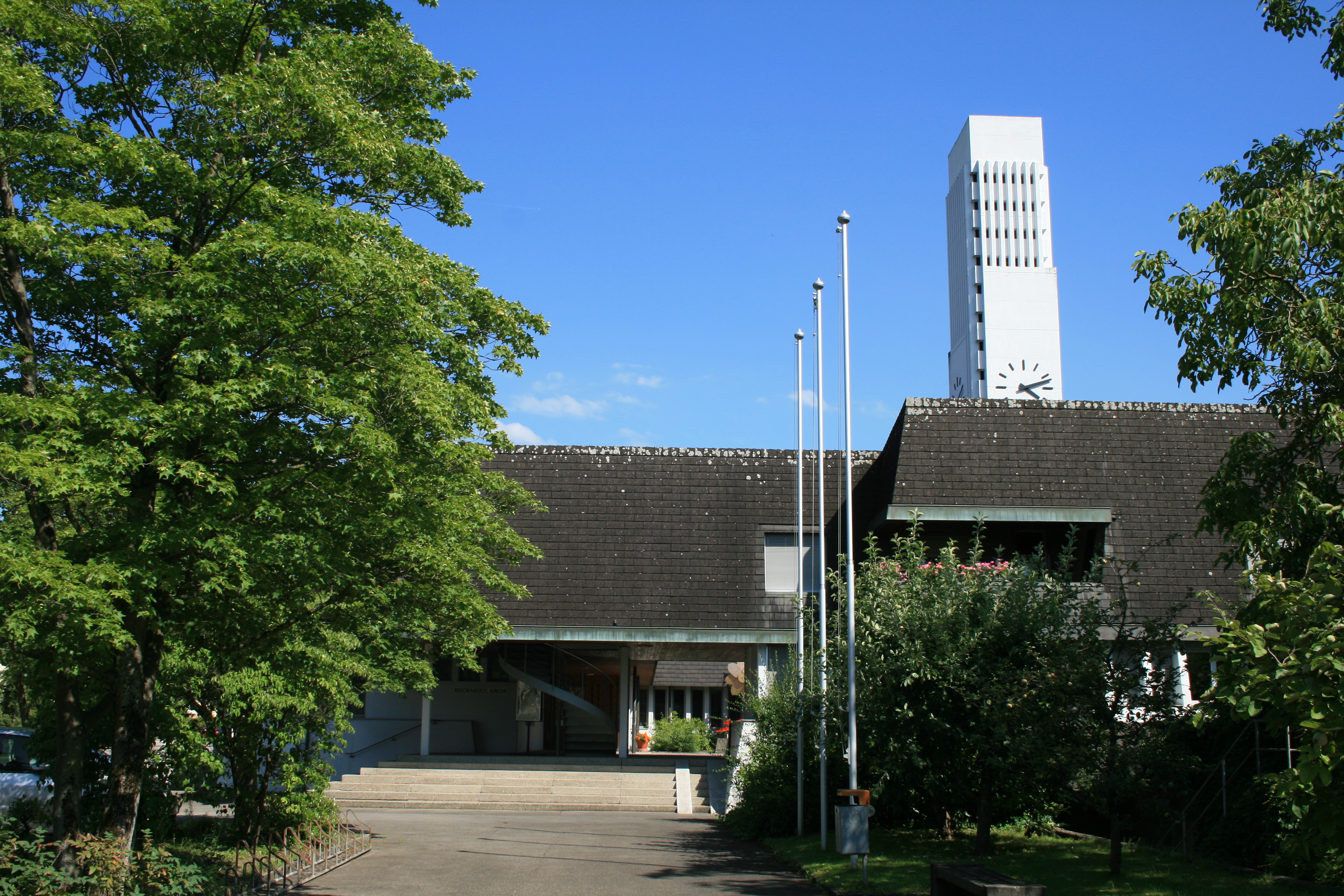
Reformierte Kirche Untersiggenthal

Die reformierte Kirche Untersiggenthal ist die reformierte Kirche in der Teilkirchgemeinde Untersiggenthal der reformierten Kirchgemeinde Baden, im Schweizer Kanton Aargau. Sie wurde 1965 eingeweiht. Das Gebäude steht unter Denkmalschutz.

## Geschichte
Bereits im Jahre 1809 kamen die ersten Reformierten nach Untersiggenthal. Es handelte sich dabei um fünf Bauernfamilien aus Brienz, die im Steinenbühl drei Bauernhöfe übernahmen. Zwei Jahre später wurden sie, auf eigenen Antrag hin, der Kirchgemeinde Baden zugeteilt. Erst ab 1914 fanden im Untersiggenthaler Schulhaus regelmässig reformierte Gottesdienst statt und ab 1915 wurden den reformierten Schulkindern von der 3. bis zur 8. Klasse Religionsunterricht erteilt. Als die Kirchgemeinde Baden im Jahre 1959 eine vierte Pfarrstelle schuf, war deren Sitz in Untersiggenthal. Bereits 1952 hatte die Kirchgemeinde Land in Untersiggenthal gekauft, das durch Zukäufe und Austausch von Grundstücken die notwendige Grösse bekam, so dass die kirchlichen Bauten realisiert werden konnten. Neben der Kirche sollte ein Pfarrhaus und weitere Gemeinderäume entstehen. Im Jahre 1960 fand ein Architekturwettbewerb statt, den das Architekturbüro Siegenthaler aus Baden gewann. 1963 erfolgte die Grundsteinlegung und am 1. Advent 1965 wurde die Kirche und die Orgel der Firma Kuhn eingeweiht. Das Instrument verfügt über zwei Manuale und 27 Register und wurde 2005 renoviert.